# いわゆるひとつの誤解デス
「いわゆるひとつの誤解デス」（いわゆるひとつのごかいです）は、1988年12月14日に発売されたCHA-CHAの2枚目のシングル。

## 解説
- 1988年9月のデビュー曲「Beginning」に次ぐセカンド・シングルであり、同曲がCHA-CHAにとってオリコンチャート上最大の売上枚数を記録した[1]。
- 作詞・作曲者は尾関昌也。なお尾関は、作曲を担当した翌1989年6月発売のWink「淋しい熱帯魚」で『第31回日本レコード大賞』を受賞している。

## 収録曲
1. いわゆるひとつの誤解デス
作詞・作曲：尾関昌也／編曲：山本健司
2. その胸に勇気を
作詞：森浩美／作曲：小野寺伸定／編曲：鷺巣詩郎